# Obalkyknih.cz
Projekt Obalkyknih.cz slučuje různé zdroje informací o knihách v rámci jedné webové služby. Služba je určena pro knihovny, dodavatele knihovních systémů, čtenáře a nakladatele.

## Charakteristika služby a historie
Podle prvotních návrhů se měla služba stát centrálním repozitářem obrázků obálek knih, které měly být určeny pro integraci do katalogů knihoven. Další vývoj umožňuje nahrávání obálek knih a periodik, ale také obsahů knih a periodik, fulltexty obsahů, anotace, komentáře či hodnocení a autority. Server disponuje přibližně 1 418 986 obálkami a 235 686 obsahy českých a zahraničních publikací.
Služba vznikla v roce 2008 a byla projektována Moravskou zemskou knihovnou v rámci programu VISK 3. V roce 2010 prošel projekt intenzivním vývojem a databáze byla obohacena o nové prvky. Na technickém řešení se podílela Vědecká knihovna Olomouc. Dne 25. 11. 2010 se v Moravské zemské knihovně konala schůzka odborné sekce pro informační technologie členů SDRUK, kde bylo oznámeno, že Moravská zemská knihovna již projekt nebude nadále podporovat. Projekt si převzala Městská knihovna v Praze, Moravská zemská knihovna zůstala jako spolupracující instituce. V roce 2013 předala Moravská zemská knihovna práva k projektu SDRUK, které je předalo Jihočeské vědecké knihovně v Českých Budějovicích.
V roce 2016 obdržela Jihočeská vědecká knihovna v Českých Budějovicích a Moravská zemská knihovna v Brně ocenění Knihovna roku za rozvoj služby Obalkyknih.cz.

## Statistické údaje
Systém využívají knihovny všech zaměření i velikostí. Zvyšuje se i počet zapojených knihoven, při spouštění projektu bylo evidováno cca 70 knihoven, v roce 2011 to bylo 120 knihoven. Rostly i nároky na hardwarové vybavení, došlo k virtualizaci serverů a tím i ke stabilitě prostředí služby. V roce 2015 odbavil hlavní server měsíčně 55 milionů požadavků, to je 2 miliony denně, průměrně 20 dotazů za vteřinu, ve špičkách (9:00-15:00) odbavují servery 40-80 požadavků za vteřinu. Denně je do databáze nahráno, nebo je upraveno průměrně 250 dokumentů. Denní přírůstek dat činí 3 GB, z nichž se následně generují náhledy obálek v různých rozlišeních. 20 Mbit za vteřinu je průměrný datový tok z a na servery.

## Druhy obálek
Služba uchovává tři různé velikosti obálek
- malé náhledy (ikonky) – jsou vhodné pro použití do tabulek se stručnými výsledky vyhledávání
- větší obrázky (rozměry do 170x240)
- převzaté originály – musí se vzít v potaz možnost komerčního zneužití

K některým publikacím jsou přidány obsahy ve formátu PDF. Uživatel zde může nalézt také anotace, recenze, hodnocení. Je zde možnost nahrání vlastní recenze. Dále služba stahuje recenze a anotace ze serveru SCKN a Amazonu. Server také umožní uživateli najít seznam knihoven, které mají určitou konkrétní publikaci ve svém fondu a také kontakt na nakladatele či knihkupce. Toto vyhledávání je umožněno pomocí aplikačního rozhraní verze 2.0. Další funkcí, kterou systém nabízí, je doporučování literatury. Význam této funkce spočívá v zobrazení odkazů na knihy, které souvisí s prohlíženou knihou.

## Zdroje obálek a obsahů
Jedním ze zdrojů je TOC server, který provozuje Národní knihovna ČR. Pracovníci knihoven skenují, ukládají na server, odkud se stahují přímo do portálu Obalkyknih.cz. Knihovny mohou zasílat jednotlivé obrázky, nebo i ve formátu .zip. Takto se začaly zpracovávat i obálky časopisů. Dalšími dodavateli obálek jsou knihkupci a nakladatelé, obálky jsou stahovány ze serverů Amazon, Google Books a dalších. Návod, jak vložit obálky, je dostupný přímo na stránce portálu www.obalkyknih.cz.

## Identifikátory
Tato služba slouží k obohacení publikací, prvky lze zobrazit podle několika identifikátorů, které jsou zapsány v bibliografickém záznamu. Pokud záznam obsahuje alespoň jeden z níže zmíněných identifikátorů, lze prvky zobrazit a knihovník se nemusí starat o provázání mezi katalogem a službou obalkyknih.cz. To za něj udělá skript v katalogu.
- ISBN (International Standard Book Number, mezinárodní standardní číslo knihy)
- ISSN (International Standard Serial Number, mezinárodní standardní číslo seriálové publikace) – skenují se obálka a obsahy časopisů – nově vydaných i starších
- číslo OCLC (položkové číslo záznamu v souborném katalogu WorldCat)
- EAN (European Article Number, systém pro označování zboží čárovými kódy) – do systému se dají vkládat obaly CD, DVD, hry
- číslo ČNB (číslo České národní bibliografie) – tento identifikátor slouží knihovnám v případě, že nemají žádný jiný identifikátor (přiděluje jej Národní knihovna ČR)

## Služby
Veřejnosti poskytují Obálky knih jen uložená data prostřednictvím anonymního vyhledávání. Registrovat se mohou jen knihovny nebo nakladatelství.
Nutným předpokladem aktivního zapojení do projektu (knihovny nebo nakladatelství) je registrace a URL adresy (případně také IP adresy). Knihovna vyplní registrační formulář, následně bude vytvořen uživatelský účet a knihovní systémy. Knihovnu musí ověřit správce a po ověření se již knihovna může přihlásit do služby.

## Partneři
Svaz knihovníků a informačních pracovníků a níže jmenované firmy se dohodly na spolupráci v rámci projektu obalkyknih.cz.
- Pavel Dobrovský – BETA
- BONTONFILM.CZ
- DVD E-shop
- Computer Press, a. s.
- GRADA Publishing, a.s.
- Kanzelsberger, a.s.
- Euromedia k.s.
- Kosmas, s.r.o
- LIBREX
- Knižní velkoobchod Pemic, a.s.
- Portál, s.r.o.
- Svaz českých nakladatelů a knihkupců
- Svět dětské fantazie
- Vltava, a.s.